# Waidjoaga
Ne doit pas être confondu avec Waidjoaga-Peulh.
Waidjoaga est une commune située dans le département de Soudougui de la province de Koulpélogo dans la région du Centre-Est au Burkina Faso.